# 略奪者
『略奪者』（りゃくだつしゃ、原題：Sueurs）は、2002年のフランス映画。

## 概要
CM監督出身のルイ＝パスカル・クーヴレールが映画界に進出した長編作。モロッコの砂漠を舞台に激しい追撃戦が行われるという内容で、製作は『キリング・ゾーイ』、『ジェヴォーダンの獣』のサミュエル・ハディダ。主演はジャン＝ユーグ・アングラードで、いつもと違う男臭いアクションに挑戦したが、評判が良くなかったという。日本でも全くヒットしなかった。

## キャスト
※括弧内は日本語吹替
- ハーヴェイ - ジャン＝ユーグ・アングラード（稲葉実）
- ノア - ジョアキム・デ・アルメイダ（谷口節）
- ヴィック - シリル・トーヴナン（フランス語版）
- シモン - サガモア・ステヴナン（星野充昭）
- ファラ - ノーツァ・クーアドラ（フランス語版）
- ベニ - ティエリー・アシャンティ

## スタッフ
- 監督・脚本：ルイ＝パスカル・クーヴレール
- 製作：サミュエル・ハディダ
- 脚本：マイケル・クーパー、ブノワ・フィリッポン
- 撮影：ミシェル・アブラモヴィッチ
- 音楽：パスカル・ラファ